# Phylica cylindrica
Phylica cylindrica är en brakvedsväxtart som beskrevs av Wendl.. Phylica cylindrica ingår i släktet Phylica och familjen brakvedsväxter. Inga underarter finns listade i Catalogue of Life.